# Post (comics)
Pour les articles homonymes, voir Post.
Kevin Tremain, alias Post est un super-vilain évoluant dans de l'univers Marvel de la maison d'édition Marvel Comics. Créé par le scénariste Scott Lobdell et le dessinateur Andy Kubert, le personnage de fiction apparaît pour la première fois dans le comic book X-Men (vol. 2) #50 en mars 1996.

## Origine
Kevin Tremain était un mutant capturé par le Mandarin pour être étudié. Lors d'une mission secrète, le Six-Pack attaqua la base secrète, et Tremain fut mortellement blessé. 
Cable lui transfusa son propre sang pour le garder en vie. Bien qu'il ait alors survécu, Cable pensa que Tremain avait perdu la vie peu après.
Des années plus tard, Tremain refit surface en tant que Post, l'un des émissaires d'Onslaught. Il avait pour mission de tester Wolverine, Cyclope, Tornade et Iceberg, et il fut vaincu.
Plus tard, Post attaqua Cable et ce dernier reconnut Tremain. Post réussit à battre Cable mais ne voulut pas le tuer personnellement.
Il affronta par la suite Facteur-X. Finalement, son maître et lui furent vaincus par les super-héros unis.
Post fut l'un des mutants ayant tenté d'assassiner le sénateur Robert Kelly. Il fut tué par Pyro (dans  Cable #87), qui lui-même succomba au virus Legacy.

## Pouvoirs
- Post était un mutant à l'endurance et à la force surhumaine.
- Il était insensible aux radiations et aux maladies.
- Ayant reçu une transfusion du sang de Cable, il avait été dans une certaine mesure touché par le virus techno-organique. Il pouvait alors contrôler mentalement son équipement.
- Post était aussi un génie intuitif, comme Forge, mais de degré moindre. Il se servait de matériel qu'il avait développé, comme des scanners bio-génétiques, des appareils de téléportation, des armes laser et des vêtements de dissimulation.